# Павукові черепахи
Павукові черепахи (Pyxis) — рід черепах з родини Суходільні черепахи підряду Схованошиї черепахи. Має 2 види.

## Опис
Загальна довжина представників цього роду коливається від 10 до 16 см. Голова невелика, сплощена. Карапакс має овальну форму. У молодих черепах панцир гладенький, з віком на карапаксі з'являються шишкоподібний утворення.
Забарвлення спини чорне з різними відтінками. На карапаксі розташовано візерунок, що нагадує тенета павука. Звідси й походить назва цього роду.

## Спосіб життя
Полюбляють савани, рідколісся, чагарникові місцини. Активні здебільшого на світанку. Харчуються пагонами й листям рослин, фруктами.
Самиці відкладають до 4 яєць.

## Розповсюдження
Мешкають на о. Мадагаскар. Знаходяться під загрозою зникнення.

## Види
- Pyxis arachnoides
- Pyxis planicauda